# Ust'-Abakanskij rajon
L'Ust'-Abakanskij rajon è un distretto della Chakassia, nella Russia asiatica; il capoluogo è Ust'-Abakan.